# Amirlí
Amirlí (arabsky آمرلي‎) je město poblíž Kirkúku v severním Iráku v guvernorátu Saladdín. Má zhruba 26 000 obyvatel, většinu obyvatel tvoří iráčtí Turkmeni. Město je v oblasti zemědělským centrem.
V roce 2007 na tamní tržišti vybuchla bomba, která zabila 105 lidí a dalších 250 zranila. V červnu 2014 bylo město oblehnuto bojovníky Islámského státu, ale mimo jiné i díky zformování a odporu domobrany se jej Islámskému státu dobýt nepodařilo. Na konci srpna 2014 irácká armáda prolomila jeho obklíčení  a v následných měsících ovládla i okolí města.